# Emil Abderhalden
Emil Abderhalden (Oberuzwil, 9 de marzo de 1877-Zúrich, 5 de agosto de 1950) fue un fisiólogo y bioquímico suizo.

## Trayectoria
Durante la Primera Guerra Mundial se destacó por su ayuda en la evacuación de niños desnutridos de Alemania hacia Suiza.
Profesor de fisiología en la Universidad de Halle-Wittenberg, sus estudios se centraron en los aminoácidos y las proteínas. Es conocido por haber inventado en 1912 una prueba (la reacción Abderhalden) para determinar el embarazo por la presencia de la proteína "extraña" en la sangre. La prueba, sin embargo, demostró ser poco fiable y fue sustituida en 1928 por la prueba Zondek-Ascheim.
En su tiempo los estudios de Abderhalden disfrutaron de un gran prestigio y sólo después de su muerte se corrigieron algunas de sus teorías. Por ello, se programó por parte del también médico español Manuel Dalmau su asistencia a unos cursos en Cataluña que la Primera Guerra Mundial impidió.
Abderhalden fue considerado en Alemania como el fundador de la bioquímica y fue muy difícil hacer una investigación sin tener en cuenta su trabajo.
Más tarde, las teorías de Abderhalden fueron utilizadas por científicos nazis como Josef Mengele para desarrollar pruebas para distinguir “sangre aria de la no aria".

## Obras
Abderhalden escribió varias obras de carácter científico como:
- La reacción de Abderhalden.
- Tratado de fisiología y química fisiológica.
- Fundamentos de la alimentación.
- Bioquímica de las vitaminas.
- Manual de los métodos bioquímicos de trabajo. (En 107 tomos)[3]